# 西条町上三永
西条町上三永（さいじょうちょうかみみなが）とは、広島県東広島市の大字。全域で住居表示未実施である。

## 概要
西条地区の最東部に位置しており、旧賀永村の一部に相当する。西条バイパス、田万里バイパスならびに東広島呉自動車道といった主要道路が交差しており、農村地帯でありながら比較的道路の便が良い。
地名は「みなかみ」の略に由来すると考えられている。中世までは下三永とは区別されず、「三永」として一まとめに扱われていた。

## 沿革
- 1889年（明治22年）4月1日 - 町村制施行。賀茂郡仁賀村、上三永村が合併し、賀永村が発足する。上三永村は「上三永」として賀永村の大字となる[2][3]。
- 1955年（昭和30年）1月1日 - 賀永村上三永を西条町に編入。上三永は西条町の大字となる[2][3]。なお賀永村の残部は翌1956年に竹原市に編入されている[3]。
- 1974年（昭和49年）4月20日 - 西条町が周辺3町と合併し、東広島市が発足。上三永は「西条町上三永」として東広島市の大字となる[4]。
- 2007年（平成19年）11月3日 - 東広島呉自動車道上三永IC～馬木IC間が開通。町内に上三永ICが設置される[5]。

## 交通

### 鉄道
町内を山陽新幹線が通るが、駅はない。最寄り駅は東広島駅。

### バス
芸陽バスが町内を走るバスを運行している。
- 西条駅 - 東広島駅 - 竹原駅

### 道路

#### 高速道路
- 東広島呉自動車道（無料） - 上三永IC

#### 一般国道
- 国道2号 - 町内区間はバイパスとして供用されている。「仁賀口」交差点を境に、東が田万里バイパス、西が西条バイパスとなっている。

#### 一般地方道
- 広島県道330号上三永竹原線

## 名所
- 三永の石門 - 国の登録有形文化財に登録されている。

## 学区
公立小・中学校に通学する場合、三永小学校および向陽中学校に通学することになる。

## 世帯数・人口
2024年9月末での世帯数は214世帯、人口は454人である。